# 國近公太
國近 公太（くにちか こうた、1985年11月1日 - ）は、日本の男子バレーボール選手。

## 来歴
岡山県倉敷市出身。小学5年生の時、TVで見たバレーの試合に感動し、バレーを始める。
その後岡山県立岡山東商業高等学校へ入学。2002年2年時には同校を30数年ぶりに中国大会優勝に導いた。その活躍から、岡山県国体選抜、全日本ジュニア、全日本ユースに選ばれている。
高校を卒業後、2004年にスポーツ推薦で筑波大学へ入学するも、チームへの違和感から半年で中退した。数校からオファーが届き、その中から大阪商業大学を選び2005年に入学した。大商大の同級生に横田一義がいる。すぐにエースとして活躍、同年の関西大学バレーボールリーグ全勝優勝、同年度の黒鷲旗では東レアローズに勝利する快挙を揚げた。
筑波大から大商大への移籍という経緯から、全日本学生連盟規定で大商大では3年生までしかバレー部に在籍出来ないため、大学4年時となる2008年シーズンは大分三好ヴァイセアドラーでプレーした。同年10月に退団した。
2008年8月からJTサンダーズに練習生として参加、2009年4月からJTに加入した。同期入団は塚崎祐平。同年、サマーリーグ最優秀選手賞、翌2010年第59回黒鷲旗でベスト6賞を受賞した。2011年、自ら志願して徳元幸人から引き継いてJTの主将に就任した。2014年、引退、その後はJTでの社業に専念する。
2019年11月、V.LEAGUE Division2の兵庫デルフィーノにコーチ兼選手として入団し、6シーズンぶりに現役復帰した。2021年に退団。
現在は岡山県倉敷市で活動するクラブチームのバジェーナ倉敷を立ち上げVリーグ参入を目指しながら、姫路獨協大学男子バレーボール部の監督を務めている。

## 所属チーム
- 岡山県立岡山東商業高等学校
- 筑波大学（2004年）※中退
- 大阪商業大学（2005-2008年）※2008年はバレーボール部には在籍せず
  -  大分三好ヴァイセアドラー（2008年）
- JTサンダーズ（2009-2014年）
- 兵庫デルフィーノ（2019-2021年）

## 個人成績
Vプレミアリーグレギュラーラウンドにおける個人成績は下記の通り。
| シーズン | 所属     | 出場 | 出場   | アタック | アタック | アタック | アタック | ブロック | ブロック | サーブ | サーブ | サーブ | サーブ | レセプション | レセプション | 総得点 | 備考 |
| -------- | -------- | ---- | ------ | -------- | -------- | -------- | -------- | -------- | -------- | ------ | ------ | ------ | ------ | ------------ | ------------ | ------ | ---- |
| シーズン | 所属     | 試合 | セット | 打数     | 得点     | 決定率   | 効果率   | 決定     | /set     | 打数   | エース | 得点率 | 効果率 | 受数         | 成功率       | 総得点 | 備考 |
| 2007/08  | 大分三好 | 17   | 56     | 243      | 110      | 45.3%    | %        | 7        | 0.13     | 184    | 7      | 3.80%  | 9.5%   | 260          | 59.2%        | 124    |      |
| 2008/09  | JT       | 26   | 30     | 24       | 12       | 50.0%    | %        | 2        | 0.07     | 41     | 0      | 0.00%  | 3.7%   | 25           | 48.0%        | 14     |      |
| 2009/10  | JT       | 26   | 88     | 419      | 183      | 43.7%    | %        | 23       | 0.26     | 320    | 15     | 4.69%  | 11.4%  | 698          | 71.8%        | 221    |      |
| 2010/11  | JT       | 22   | 82     | 328      | 143      | 43.6%    | %        | 22       | 0.27     | 310    | 8      | 2.58%  | 9.1%   | 822          | 66.2%        | 173    |      |
| 2011/12  | JT       | 19   | 58     | 137      | 49       | 35.8%    | %        | 9        | 0.16     | 101    | 2      | 1.98%  | 7.3%   | 304          | 69.1%        | 60     |      |
| 2012/13  | JT       | 28   | 78     | 279      | 103      | 36.9%    | %        | 15       | 0.19     | 268    | 4      | 1.49%  | 10.7%  | 642          | 63.9%        | 122    |      |
| 2013/14  | JT       | 24   | 43     | 53       | 17       | 32.1%    | %        | 5        | 0.12     | 68     | 1      | 1.47%  | 6.7%   | 172          | 63.4%        | 23     |      |
| 通算     | 通算     | 162  | 435    | 1483     | 617      | 41.6%    | %        | 83       | 0.19     | 1292   | 37     | 2.86%  | 9.6%   | 2923         | 66.4%        | 737    |      |